# Velimir Terzić
Velimir Terzić (Svinišće, 7. ožujka 1929. – Split, 15. listopada 1995.), bio je hrvatski političar, intelektualac, humanist, politički uznik i liberal. Pisao je političke eseje.

## Mladost
Rodio se je u Svinišću 1929. godine, u obitelji Marka i Lucije Terzić (rođene Jurjević). Studirao je na Filozofskom fakultetu. 

## Politički progoni
Sudjelovao je dana 8.ožujka 1954.godine, s grupom od petnaest studenata u Zagrebu na kićenju groba Ante Starčevića, zbog čega ga je jugoslavenski režim je na političkom procesu osuđen kao "narodni neprijatelj" po odredbi iz čl.118. Krivičnog zakona iz 1951., na zatvorsku kaznu u trajanju od pet godina. Kaznu je odslužio u KPD Stara Gradiška, iz kojeg dje pušten 13.ožujka 1958., ali mu je bio zabranjen pedagoški rad. Stoga se zaposlio na splitskom Ekonomskom fakultetu kao lektor, te je pisao kolumne u Nedjeljnoj Dalmaciji.
Zbog protivljenja postupcima jugoslavenskoga komunističkoga režima, Terzić i njegov krug istomišljenika su bili pod stalnim operativnim nadzorom splitske UDB-e / SDS-a zbog kvalifikacije da je član ilegalnih neprijateljskih grupa u Jugoslaviji, da je pisao i rasturao neprijateljsku propagandu (letke), zbog čega je osuđivan, da nastupa s "neprijateljskog djelovanja s nacionalističko-šovinističkih i drugih pozicija" te da je navodno povezan s ekstremnom emigracijom u zemlji ili inozemstvu. Prismotra se odvijala praktički u cijelom vrijemenskom periodu od suđenja iz 1954. do njegovih predizbornih aktivnosti u sklopu splitskog HSLS-a iz 1990., da bi zbog demokratskih promjena u Hrvatskoj 1990., republički SDS donio odluku kako iz prikupljenog činjeničnog stanja nije prisutno ili nije izvršeno izazivanje i raspaljivanje nacionalne i vjerske mržnje i razdora, te je predložena odluka da se sav operativni materijal uništi. 

## Politička karijera
U vremenima demokratskih promjena u Hrvatskoj sudjelovao je u osnivanju oporbe. Suosnivač je HSLS-a. Odmah po osnivanju splitskog ogranka 24. veljače 1990. u hotelu Marjan, prišao je tom ogranku, zajedno s Antom Tukićem.
Zastupnik u 2. sazivu Hrvatskog državnog sabora, od 1992. godine. U tom sazivu Zastupničkog doma Sabora RH, susreo se sa svojim nekadašnjim progoniteljem i isljednikom iz redova bivše UDB-e, a sada zastupnikom iz redova HDZ-a, Milivojem Kujundžićem, za kojeg je kazao: 
"Uvjeravaju me o svom hrvatstvu i svom velikom doprinosu za Hrvatsku. S njima danas potpuno mirno razgovaram, spomenemo te događaje bez ikakvih osvetničkih nakana, jer osvetnici nisu oni koji su ostali uspravni!"
Prilikom jedne saborske rasprave, tijekom 1993., povela se rasprava o represivnom aparatu bivse države, te je tom prilikom Terzić, kao bivši politički zatvorenik, sada saborski zastupnik, sjedeći u Zastupničkom domu Sabora RH-a, nedaleko od svog nekadasnjeg progonitelja (Milivoja Kujundžića) kazao:    
" Kako bi visoki saborski dom mogao od zastupnika čuti autentične priče i progonjenih i progonitelja, jer u klupama sjede i jedni i drugi. Ocjenjujem, možda bi i bilo rezona da te priče čuje Zastupnički dom ili neko tijelo doma, ali ta priča nije potrebna široj javnosti. Što bi dobila Hrvatska, ako bi mladić, branitelj domovine, saznao da mu je djed, ili otac ili brat, nečastan čovjek i da je pristao raditi za Udbu, tj. protiv Hrvatske. Stoga, zalažem se, ne bi trebalo frustrirati buduće generacije! "
Dvije godine poslije bio je potpredsjednik HSLS-a.
Istupao je umjereno protiv "boljševizma, tvrdog i netolerantnog nacionalizma, primitivizma, političke manipulacije i malograđanštine novih bogataša i hedonista". Zalagao se za "toleranciju, dijalog, uljuđenu i uređenu hrvatsku državu, slobodu i nadasve za etičnost djelovanja u politici, u naše vrijeme prividnih pobjeda političke pragme inferiornih i podmitljivih političkih patuljaka".
Bio je, u rujnu 1992., imenovan potpredsjednikom Komisije za utvrđivanje ratnih i poratnih žrtava Drugog svjetskog rata.Odbor za imenovanja Zastupničkog doma Sabora RH imenovao je, u ožujku 1995., Velimira Terzića, kao potpredsjednika Komisije za utvrđivanje ratnih i poratnih žrtava imenovan, za člana Odbora za obilježavanje 50. obljetnice Bleiburških žrtava i žrtava Križnog puta.

## Djela
- I prošlost i sadašnjost i slutnja Hrvatske, 1995.

Njegove je govore 1998. priredio Goran Granić u knjizi Vele je tako govorio : Velimir Terzić (7. 3. 1929. – 15. 10. 1995.).

## Nagrade i priznanja
Njemu u čast nazvana je nagrada Velimir Terzić koja se dodjeljuje za promidžbu demokracije u Hrvatskoj. Godišnja nagrade HSLS-a za doprinos razvoju demokracije i socijalne pravde u Republici Hrvatskoj ustanovljena je 1996. godine na 6. saboru HSLS-a. U Splitu ulica nosi ime po njemu, kod nekadašnjeg Diokoma.

## Citati
Drugi o njemu: